# Karolew (gmina Klembów)
Karolew – wieś w Polsce położona w województwie mazowieckim, w powiecie wołomińskim, w gminie Klembów. Ma status sołectwa.
W latach 1975–1998 miejscowość należała administracyjnie do województwa ostrołęckiego.
Przez wieś przebiega droga wojewódzka nr 634.
Wierni Kościoła rzymskokatolickiego należą do parafii Najświętszej Maryi Panny Matki Kościoła w Ostrówku.